# 524522 Zoozve
524522 Zoozve este o planetă minoră (cvasisatelit), cu un diametru de 376 m, din Asteroid Aten. A fost descoperită pe 11 noiembrie 2002 la Stația Anderson Mesa de Lowell Observatory Near-Earth-Object Search. 
Obiectul prezintă o orbită caracterizată de o semiaxă mare de 108.259.000 km, o excentricitate de 0,41036, o înclinație de 9,006 ° în raport cu ecliptica.